# Monteleone Sabino
Monteleone Sabino ist eine Gemeinde mit 1154 Einwohnern (Stand 31. Dezember 2023) in der Provinz Rieti in der italienischen Region Latium.

## Geographie
Monteleone liegt 61 km nordöstlich von Rom und 25 km südlich von Rieti in den Sabiner Bergen zwischen den Tälern des Turano und des Farfa. Zur Gemeinde gehört der Ortsteil Ginestra Sabina. Das Gemeindegebiet erstreckt sich über eine Höhendifferenz von 264 bis 900 m s.l.m.
Monteleone ist Mitglied der Comunità Montana dei Monti Sabini.
Die Gemeinde befindet sich in der Erdbebenzone 2 (mittel gefährdet).
Die Nachbargemeinden sind Frasso Sabino, Poggio Moiano, Poggio San Lorenzo, Rocca Sinibalda und Torricella in Sabina.

## Verkehr
Monteleone liegt an der Via Salaria SS 4, die von Rom über Ascoli Piceno an die Adriaküste bei Porto d’Ascoli führt. Die nächste Autobahnauffahrt ist Roma Nord an der A1 Autostrada del Sole in 31 km Entfernung.
Der nächste Bahnhof in Stimigliano an der Bahnstrecke Florenz–Rom befindet sich in 38 km Entfernung.

## Geschichte

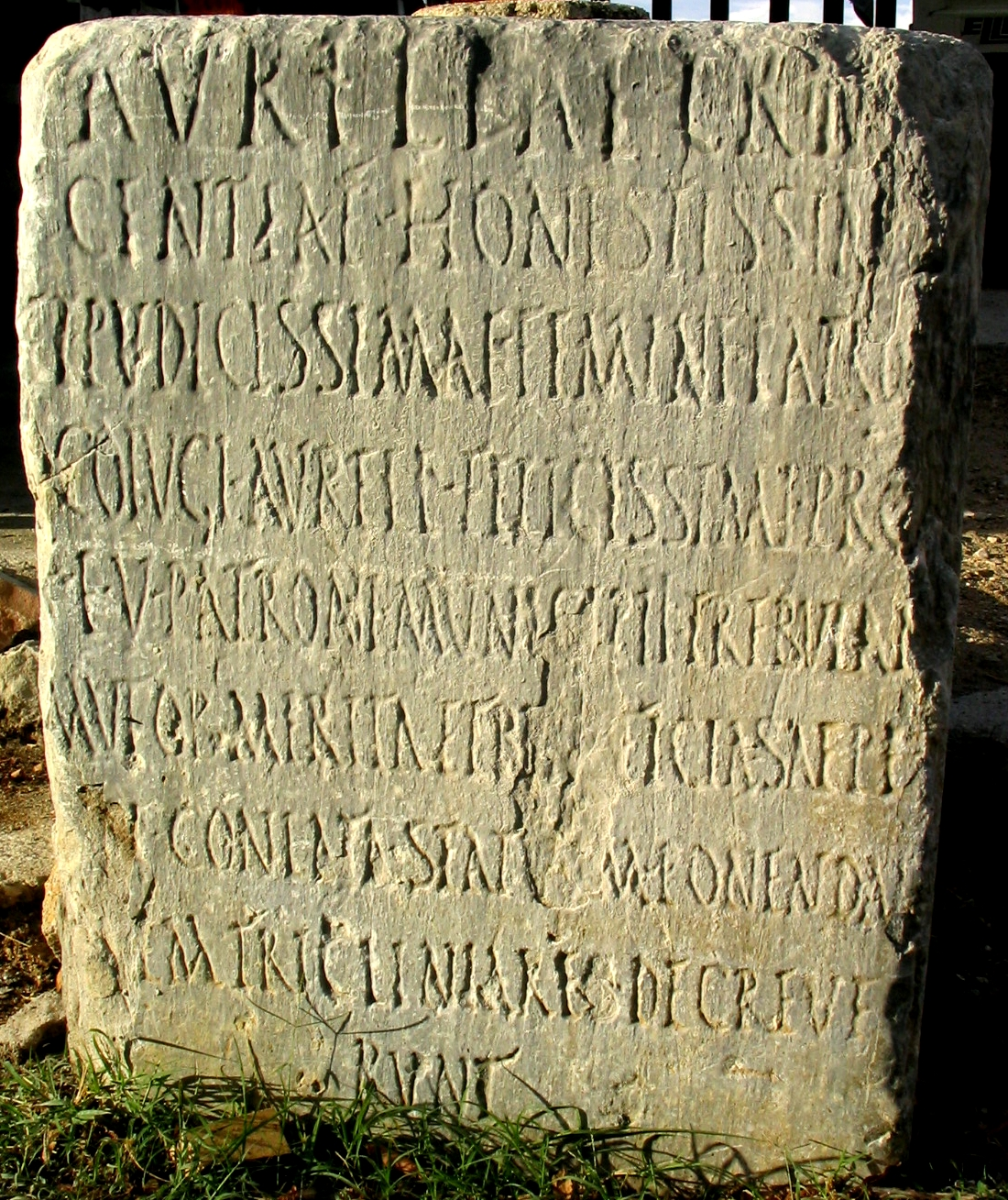
Stein mit Inschrift aus Trebula Mutuesca

Aus dem 4. Jahrhundert v. Chr. ist ein Tempel der Sabiner bekannt, der Feronia geweiht war. Mit dem Bau der Via Salaria und der Eingliederung ins Römische Reich entstand der Ort Trebula Mutuesca. Etwas westlich der römischen Stadt entstand im Mittelalter der heutige Ort, der 943 als Leonem Montanianum erstmals erwähnt wurde.
Am 24. April 1944 fielen einem Massaker der deutschen Wehrmacht 11 unschuldige Bürger zum Opfer.

## Bevölkerungsentwicklung
| Jahr      | 1861 | 1881 | 1901 | 1921 | 1936 | 1951 | 1971 | 1991 | 2001 | 2011 |
| Einwohner | 1431 | 1639 | 1652 | 1756 | 1737 | 1675 | 1362 | 1266 | 1274 | 1227 |

Quelle ISTAT

## Politik
Angelo Paolo Marcari (Bürgerliste) wurde im Mai 2006 zum Bürgermeister gewählt und am 5. Juni 2016 erneut berufen.

## Partnerstadt
- Santa Vittoria in Matenano in den Marken.

### Wappen
Auf rotem Schild ein aufrechter goldener Löwe, der drei goldene Berge in den Pfoten hält. Es handelt sich um ein redendes Wappen, da Monteleone Löwenberg bedeutet.

## Sehenswürdigkeiten
- Westlich des Ortes steht die romanische Kirche Santa Vittoria, in der die Märtyrerin Victoria von Rom begraben sein soll.
- Zwischen der Kirche und dem Ortszentrum liegen die Ausgrabungen des antiken Amphitheaters.
- Das Museo Archeologico Trebula Mutuesca  zeigt archäologische Funde aus dem Gemeindegebiet.